# نیکولا ویلسون
نیکولا ویلسون (انگلیسی: Nicola Wilson؛ زادهٔ ۱ اکتبر ۱۹۷۶) ورزشکار اهل بریتانیا است.
وی در مسابقات کشوری و بین‌المللی در مجموع برندهٔ ۵ مدال طلا، ۲ مدال نقره، ۲ مدال برنز شده‌است.